# Bakossi

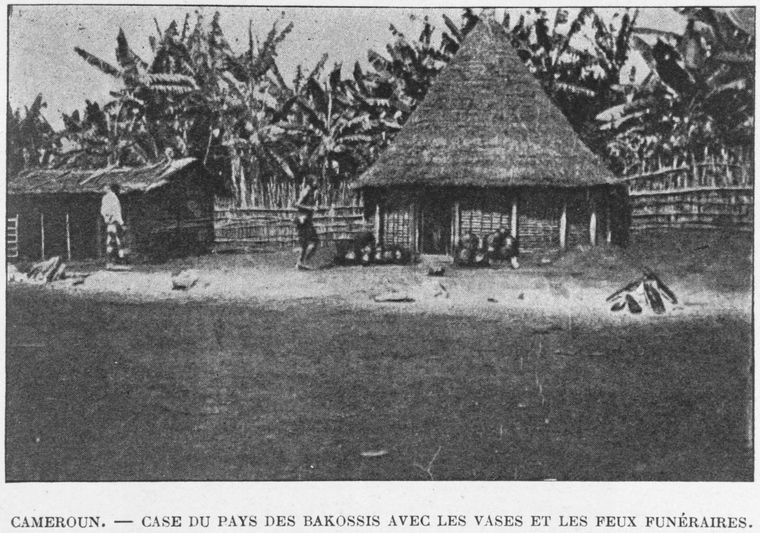
Bakossi-Rundhütte um 1920

Die Bakossi sind eine westafrikanische Volksgruppe innerhalb der Bantu-Völker, die im Südwesten von Kamerun ansässig sind.

## Bakossiland

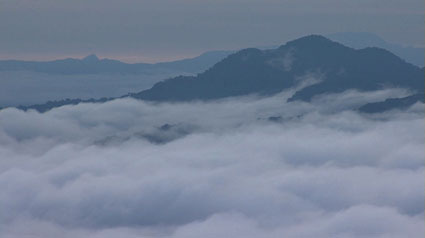
Gipfel des Manengouba

Das Siedlungsgebiet der Bakossi umfasst die Bakossi-Berge, die westlichen Berghänge des Manengouba, des Kupe und dehnt sich im Süden bis an den Mungo-River aus. Nach unterschiedlichen Angaben belegt das Bakossiland genannte Siedlungsgebiet zwischen 2000 und 3000 km² in den Provinzen Littoral und Sud-Ouest. Westlich der Bakossi siedeln die Oroko, östlich die Manehas und Bamuns.

## Sprache
Die Bakossi sprechen die Sprache Akoose, mit circa 134.000 Sprechern. In der Eigenbezeichnung in Akoose lautet der Name der Bakossi Bekoosé, in der Einzahl Nkoosé und das Bakossiland wird Ekoosé genannt. Die heiligen Plätze der Bakossi werden Mwaam genannt und befinden sich hauptsächlich in den Gipfelregionen des Manengouba und des Kupe. Diesen Bergen wird in der Mythologie der Bakossi eine übernatürliche Ausstrahlung zugeschrieben.

## Herkunft
Die Herkunft der Bakossi ist ethnologisch nicht völlig klar, einerseits ist die Bakossisprache Akoose mit der circa 100 km südöstlich gesprochenen Sprache Duala verwandt, andererseits weisen die für die Region unüblichen Rundhütten der Bakossidörfer Gemeinsamkeiten mit den Bantuvölkern in den Savannengebieten des Sahel und des Sudans auf. Unstrittig ist jedoch, dass sie aus dem Norden kommend das Gebiet gewaltsam unterwarfen und sich mit der ursprünglichen Bevölkerung aus einer Gruppe von Jägern und Sammlern vermischten und so die heutigen Bakossi entstanden.

### Mündliche Überlieferung
Laut der mündlichen Überlieferung der Bakossi geht ihr Ursprung auf den Ahnherrn Ngoe zurück. Dieser siedelte an den westlichen Hängen des Manengouba nahe der heutigen Siedlung Mwekan. Ngoe traf bei einem Jagdausflug auf dem Manengouba die Frau Sumediang, beide fanden schnell Gefallen aneinander und Ngoe und Sumediang heirateten. Eines Tages streifte eine alte kranke Frau namens Ngotenkang auf der Suche nach Unterstützung und Pflege durch das Dorf. Sie wurde jedoch überall abgewiesen, nur bei Ngoe und Sumediang fand sie Aufnahme und die beiden kümmerten sich um alte Frau. Aus Dankbarkeit warnte Ngotenkang das Ehepaar vor einer bevorstehenden Katastrophe, welche über die hartherzigen Menschen des Dorfes hereinbrechen würde und von den Seen am Gipfel des Manengouba ausgehen sollte. Sie führte die beiden an einen sicheren Ort und Ngoe und Sumediang überlebten die Flutkatastrophe. Ihre Söhne Anngoe (Nninong) und Ngemengoe (Bangem) zogen aus und besiedelten den Norden des Bakossilandes, während Aso Mengo nach einem Streit mit dem Vater auszog um im Südosten am Kupe zu siedeln. Den Westen besiedelte der letzte Bruder Mbwogmund mit seiner Familie. Auf diese Söhne Ngoes berufen sich alle Bakossi-Clans als ihre Gründerväter.